# Prionospio wireni
Prionospio wireni är en ringmaskart som beskrevs av Maciolek 1985. Prionospio wireni ingår i släktet Prionospio och familjen Spionidae. Inga underarter finns listade i Catalogue of Life.